# Bataillon Garibaldi
Le Bataillon Garibaldi (par la suite brigade Garibaldi) a été l'un des bataillons qui ont formé les Brigades internationales qui ont participé à la défense de la Seconde République espagnole pendant la guerre civile espagnole de 1936 à 1938. Nommé en l'honneur du héros de l'unité italienne Giuseppe Garibaldi, il était composé principalement par des Italiens.

## Historique

### Antifascistes italiens dans la guerre d'Espagne
La Légion italienne est née le 27 octobre 1936, par un accord signé à Paris entre les républicains, les socialistes et les communistes italiens. En avril 1937, elle est devenue le Bataillon Garibaldi. A sa création, il a pour commandants le militant républicain Randolfo Pacciardi et les commissaires politiques Antonio Roasio, Luigi Longo (communistes) et Amedeo Azzi (socialiste). Il faisait partie de la XII Brigade Internationale avec le bataillon André Marty et le bataillon Dimitrov. Il subit son baptême du feu le 13 novembre 1936, au Cerro de los Angeles dans la défense de Madrid, et combat à la Cité Universitaire, au Pozuelo, à Mirabueno, à Majadahonda, à l'Arganda et à Jarama. Pendant la bataille de Jarama, Pacciardi est blessé et à Guadalajara, le commandement du bataillon est donné a Ilio Barontini. Pacciardi reprend le commandement à Huesca et à Villanueva del Pardillo.
À la fin du mois d'avril 1937, le bataillon est dissous pour former la brigade Garibaldi, créée officiellement le 1er mai. La brigade est renforcée par l'arrivée des soldats du bataillon Dimitrov et des groupes d'Italiens d'autres formations, ainsi que de nombreux nouveaux bénévoles qui continuent à affluer en Espagne. La brigade Garibaldi demeure une partie de la XII Brigade Internationale, sous la direction de Randolfo Pacciardi jusqu'en août 1937 ; elle se compose alors de quatre bataillons. Elle a coopté cinq commandants jusqu'à sa dissolution le 24 septembre 1938.
Le rôle le plus éminent que le bataillon (et, successivement, la brigade) a joué, fut dans la bataille de Guadalajara et lors d'autres opérations dans l'actuelle Communauté de Madrid et des parties de l'Aragon.